# Centro de Programas Tácticos y de Instrucción y Adiestramiento de la Flota
El Centro del Programas Tácticos y de Instrucción y Adiestramiento de la Flota (CPT-CIA) era el centro militar de formación de la Armada Española encargado de instruir y adiestrar a sus dotaciones navales y de submarinos. Su actividades principales eran el desarrollo y mantenimiento de programas tácticos y el adiestramiento en operaciones, sistemas de combate y guerra electrónica. El CPT-CIA también asesoraba al Estado Mayor de la Armada en las materias propias de su competencia. Fue inaugurado el 16 de enero de 1985, en virtud de la Orden del Ministerio de Defensa 31/85 (D.O. 16), estableciendo su sede en el complejo de la Base Naval de Rota. Tuvo su origen a finales de la década de los años 70, cuando en España se constituyó un grupo de combate compuesto por un portaaviones y cuatro fragatas FFG-7 con asistencia de la Armada de los Estados Unidos. Inicialmente este centro contó con un edificio de 3.500 metros cuadrados. En 2002 se construyó otro de 2.500 metros cuadrados, que alberga la Sección de Programas del CPT-CIA, el Grupo de Análisis de Operaciones Navales (GALON) y la Junta de Táctica (JUTAC). Entre 1981 y 1985 ingenieros, analistas, programadores e instructores de la Armada Española colaboraron con la empresa estadounidense Sperry en la mejora de sistemas de combate. En el verano de 1985 se pusieron en servicio un simulador de los centro de información y combate y los equipos necesarios para poder utilizar los programas operativos en los buques. El 14 de octubre de aquel mismo año comenzó el primer curso del CPT-CIA en la Fragata Santa María. En 1988, mediante la Orden del Ministerio de Defensa 630/19082/88, inició su activad en el CPT-CIA el Centro de Instrucción de Guerra Electrónica (CIGE), creado seis años antes en el Centro de Instrucción y Adiestramiento a Flote de Cartagena. En el año 2002 se instaló por vez primera en un buque el simulador táctico “GALEON”, con el objetivo de instruir a los oficiales en táctica naval y procedimientos normalizados. En diciembre de 2004 se crea el Centro de Apoyo Link-16 de la Armada (CALA) para coordinar en todos los buques la actividad Link-16, la red de datos ancho de banda de transmisión segura. Finalmente, en el año 2007, se puso en marcha un programa de modernización que para incrementar algunas capacidades del Centro del Programas Tácticos y de Instrucción y Adiestramiento de la Flota. En el año 2010 se separan el CPT y el CIA. El CPT se integra en la cadena orgánica del Apoyo logístico y se traslada a la Base Naval de La Carraca para ejercer los cometidos de control de la configuración de los sistemas embarcados. El CIA se queda en Rota ejerciendo sus funciones de Instrucción y adiestramiento como CIAFLOT bajo dependencia del COCEVACO.
La estructura del CPT-CIA era la siguiente:
- Jefatura
  - Órgano Auxiliar
  - Órgano Auxiliar de la Jefatura
  - Sección de Programas
  - Sección de Adiestramiento
    - Departamento de Sistema de Combate
      - Oficial de Armas
        - Mando y Control
        - Data Link: Trasferencia de información táctica.
        - Artillería

      - Oficial Antisubmarinos
        - Armas nucleares
        - Simulación

    - Departamento de Táctica
      - Área AAW: Guerra Antiaérea (Anti-Air Warfare).
      - Área ASuW: Guerra contra buques de superficie (Anti-Surface Warfare).
      - Área ASW: Guerra antisubmarina (Anti-Submarine Warfare).

    - Centro de Instrucción de Guerra Electrónica, CIGE (Electronic Warfare, EW).
      - Área ESM: Medidas de apoyo de guerra electrónica (Electronic Support Measures).
      - Área ECM: Contramedidas electrónicas (Electronic Counter Measures).
      - Área EPM: Medidas de Protección Electrónicas (Electronic Protective Measures).

  - Sección de Mantenimiento
  - Ayudantía Mayor